# اليوم الدولي للقضاء على الفقر
اليوم الدولي للقضاء على الفقر هو احتفال دولي يحتفل به كل عام في 17 أكتوبر في جميع أنحاء العالم. تم إحياء الذكرى الأولى للحدث في باريس عاصمة فرنسا في عام 1987 عندما تجمع 100000 شخص في ساحة حقوق الإنسان والحريات في تروكاديرو لتكريم ضحايا الفقر والجوع والعنف والخوف عند إزاحة الستار عن حجر تذكاري لجوزيف وريسينسكي، مؤسس الحركة الدولية لإغاثة الملهوف - العالم الرابع. في عام 1992 بعد أربع سنوات من وفاة وريسينسكي، حددت الأمم المتحدة رسميًا يوم 17 أكتوبر ليكون اليوم الدولي للقضاء على الفقر.
حجر 17 أكتوبر التذكاري الذي كشف النقاب عنه الأب جوزيف ويسينسكي في تروكاديرو بلازا في عام 1987، يعتبر رمزًا للإنسانية يكرس كلماته

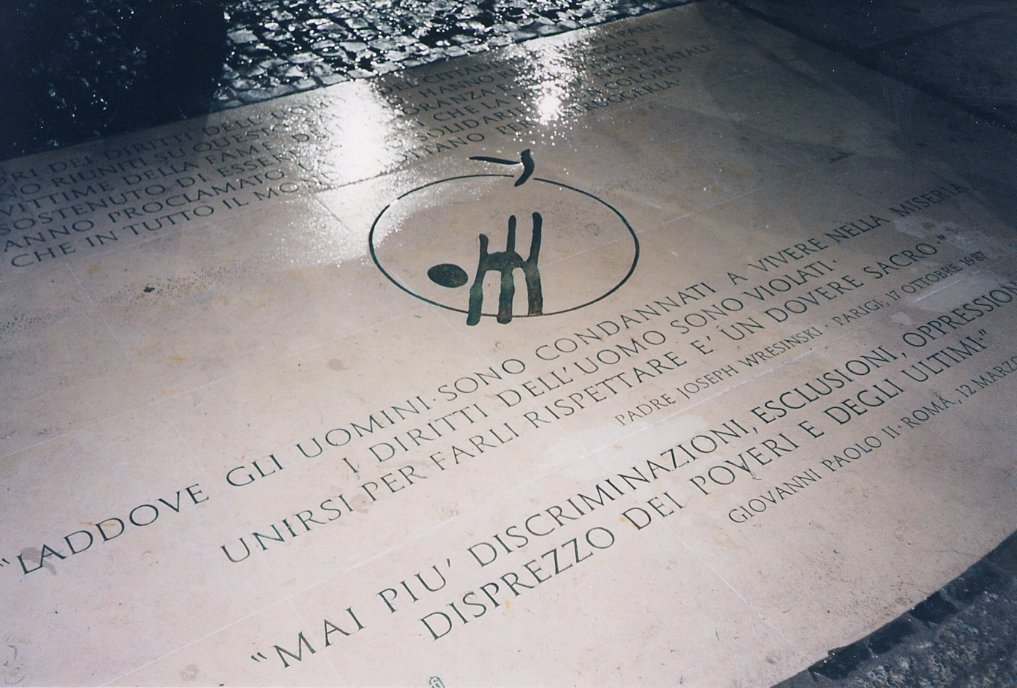
نسخة طبق الأصل من الحجر التذكاري في 17 أكتوبر، روما - إيطاليا

يوجد حتى الآن إجمالي 53 نسخة طبق الأصل من الحجر التذكاري في جميع أنحاء العالم بما في ذلك دول مثل بلجيكا وبوركينا فاسو وكندا وألمانيا والفلبين والبرتغال جزيرة ريونيون وسويسرا والمملكة المتحدة والولايات المتحدة الأمريكية. يمكن أيضًا العثور على نسخ طبق الأصل من الحجر التذكاري في مجلس أوروبا في ستراسبورغ ومقر الأمم المتحدة في نيويورك.
يشجع اليوم الدولي للقضاء على الفقر الحوار والتفاهم بين الأشخاص الذين يعيشون في فقر ومجتمعاتهم، والمجتمع ككل. «إنه يمثل فرصة للاعتراف بجهود ونضالات الأشخاص الذين يعيشون في فقر، وفرصة لهم للتعبير عن مخاوفهم ولحظة للاعتراف بأن الفقراء هم في طليعة الكفاح ضد الفقر.»
تم إطلاق اللجنة الدولية ليوم 17 أكتوبر عام 2008 للترويج لليوم العالمي للقضاء على الفقر بروحه التأسيسية. تكوين اللجنة فريد من نوعه حيث يضم أعضاء من ذوي الخبرة المعيشية للفقر المدقع والمدافعين عن حقوق الإنسان المنخرطين في مكافحة الفقر. في كل عام، تشارك اللجنة الدولية في عملية تشاور من خلال منتدى التغلب على الفقر لاختيار موضوع للاحتفال السنوي يوم 17 أكتوبر من قبل الأمم المتحدة مع مدخلات من الأشخاص الذين يعانون من تجربة معيشية للفقر.

## الغرض والفلسفة
في بداية حياته المهنية كناشط، أدرك وريسينسكي أن الحكومات غالبًا ما تتجاهل محنة أولئك الذين يعيشون في فقر، مما يؤدي إلى الشعور بالرفض والعار والإذلال. ونتيجة لذلك فإن أحد الأهداف الأساسية لليوم هو التعرف على كفاح الفقراء وجعل أصواتهم مسموعة من قبل الحكومات والمواطنين. تعد مشاركة أفقر الناس جانبًا هامًا من جوانب الاحتفال باليوم.

## روابط خارجية
- اليوم العالمي للقضاء على الفقر (موقع رسمي للأمم المتحدة)
- 17 أكتوبر، اليوم العالمي للتغلب على الفقر المدقع
- الحركة الدولية ATD العالم الرابع
- اليوم الدولي للقضاء على الفقر موضوع